# اوله ریچتر
اوله یورگنسن ریچتر (به نروژی: Ole Jørgensen Richter)، زاده ۲۳ مهٔ ۱۸۲۹ و در گذشته به تاریخ ۱۵ ژوئن ۱۸۸۸، در سن ۵۹ سالگی، یک سیاستمدار، وکیل دادگاه عالی و نخست‌وزیر نروژ در استکهلم در دوره اتحاد سوئد-نروژ، از سال ۱۸۸۴ تا ۱۸۸۸ میلادی بود.

اوله ریچتر به دنبال اختلافاتی که با یوهان اسوردروپ داشت، اقدام به خودکشی کرد و در سن ۵۹ سالگی به زندگی خود پایان داد.

## خودکشی
گویا در سال ۱۸۸۴ میلادی، پادشاه وقت سوئد، اسکار دوم، اوله ریچتر را برای تشکیل دولت برگزید. این گزینش باعث اعتراض یوهان اسوردروپ شد. اوله ریچتر، خود نیز با این گزینش مخالف بود و نهایتاً موفق شد، پادشاه را متقاعد کند که این مأموریت را به یوهان اسوردروپ، واگذار کند. به این ترتیب، بعد از تشکیل دولت توسط یوهان اسوردروپ؛ و احراز مقام نخست‌وزیری نروژ در اتحاد با سوئد توسط وی؛ یوهان اسوردروپ، اوله ریچتر را به مقام نخست‌وزیر نروژ در استکهلم، منصوب کرد.
با این حال، رابطه با یوهان اسوردروپ باعث ایجاد مشکلاتی شد. اختلافات سیاسی آنها زمانی آشکار شد که یوهان اسوردروپ در آوریل ۱۸۸۵ دوست اوله ریچتر، وزیر ارتش، (Ludvig Daae) را از دولت بیرون کرد. سپس به دنبال مذاکرات با دولت سوئد در مورد سازماندهی مجدد سرویس خارجی، اختلاف نظرها تشدید شد. و زمانی که یوهان اسوردروپ از سیاست کلیسا که برادر زاده خود او نمایندگی می‌کرد، دفاع کرد، این اختلاف به اوج خود رسید. تحت این شرایط اوله ریچتر، خود را در یک موقعیت غیرممکن حس می‌کرد؛ زیرا از یک طرف از جانب هواداران اسوردروپ، تحت فشار بود؛ و از طرف دیگر از جانب یک گروه از اعضای حزب ونستره، که خواستار سیاست خالص حزبی بودند. زمانی که بیورنسون، نامه خصوصی اوله ریچتر، را که در سال ۱۸۸۶ به وی نوشته بود، منتشر کرد، ضربه روحی سختی متوجه اوله ریچتر، شد. در این نامه وی
یوهان اسوردروپ را متهم به شراکت در ایجاد یکسری مشکلات سیاسی کرده بود. ۶ روز بعد از انتشار این نامه، اوله ریچتر برای بار اول سعی به خودکشی کرد، اما تلاش وی ناکام ماند. در ۶ ژوئن، ولیعهد وقت گوستاو، که تحت نظارت  اسکار دوم، فرمانروای نروژ محسوب می‌شد؛ حکم برکناری اوله ریچتر را به وی ابلاغ کرد. و در ۱۵ ژوئن، ۱۸۸۸ میلادی، اوله ریچتر، در هتلی در استکهلم، با شلیک گلوله ای به خود، به زندگی خود خاتمه داد.